# Голуб Степан Пилипович
Степан Пилипович Го́луб (нар. 2 листопада 1927, Псярівка — пом. 15 травня 2006, Сімферополь) — український живописець; член Спілки радянських художників України з 1956 року.

## Біографія
Народився 2 листопада 1927 року в селі Псярівці (нині Ятранівка Уманського району Черкаської області, Україна). Упродовж 1944—1949 років навчався в Кримському художньому училищі імені Миколи Самокиша, де його викладачами були зокрема Сергій Владимиров і Михайло Щеглов.
З 1951 року працював на Кримському художньо-виробничому комбінаті. Жив у Сімферополі, в будинку на вулиці Беспалова, № 35, квартира № 4. Помер у Сімферополі 15 травня 2006 року.

## Творчість
Працював в галузі станкового живопису, у реалістичній манері створював портрети, пейзажі, натюрморти. Перевагу віддано сюжетним композиціям на тему партизанського руху в Криму під час німецько-радянської війни. Серед робіт:
- «Юний розвідник Володя Дубінін» (1952);
- «Іван Андрійович Козлов у Кримському підпіллі» (1953; Пермська художня галерея);
- «У тилу ворога» (1955—1957);
- «У керченських катакомбах» (1959—1960);
- «Заочниці» (1960);
- «Опівдні» (1960);
- «1941 рік» (1967);
- «Подруги» (1968);
- «Весна» (1969);
- «Перед святом. Весна» (1971);
- «Лист» (1974);
- «Зв'язковий» (1979);
- «Партизан С. Кругов» (1984);
- «У партизанському краю» (1984);
- «Початок осені» (1990);
- «Сільський хлопчик» (1995);
- «Подружки» (1997);
- «Бузок» (1999, 2002);
- «Маки» (2000).

Брав участь в обласних, республіканських, зарубіжних мистецьких виставках з 1952 року. Персональна виставка відбулася у Сімферополі у 1998 році.